# Фольклор східного Прикарпаття
Фольклор східного Прикарпаття — колективна творча діяльність народу, яка засобами мови зберегла знання про життя і природу, давні культи і вірування, а також відбиток світу думок, уявлень, почуттів і переживань, народнопоетичної фантазії, у конкретному локальному осередку східного Прикарпаття.
Фольклористи і письменники відзначають особливо багатий репертуар гуцульських і покутських казок, зокрема фантастичних оповідань і легенд та розповідних і пісенних апокрифів. Те саме треба сказати про приказки, прислів'я, дотепи-жарти, загадки, заклинання-замови тощо.
Етнографічно-фольклорні збірники ХІХ і початку ХХ століть свідчать про невичерпне джерело гуцульських і покутських побутових, родинних, любовних і весільних пісень, колядок і щедрівок, новорічних посівально-вітальних віршів, дитячих іграшкових співомовок і «лічилок», пісенних казок про звірів і птахів, народних спостережень над погодою («народний господарський календар»), похоронних голосінь тощо

## Історичні перекази й легенди
З ХІХ ст. увагу дослідників привертало фольклорне багатство східного Прикарпаття. У гуцулів і покутян багата й оригінальна усна народна творчість. Велику групу народних епічних творів складають покутські історичні перекази й легенди про татарські напади на мирні села і монастирі, про оборону населення, про втечу в печери; про заснування селищ і городищ та їх долю, про підземні льохи і проходи під городищами або монастирями; про глухі праліси, озера і стави в густих очеретах, про старовинні урочища тощо, зв'язані з давніми подіями та дивовижними пригодами.

## Народні пісні
Широко відомі історичні пісні про Довбуша і опришків, про народну помсту гнобителям. Великий репертуар покутських і гуцульських пісень про панщину та її скасування. Поширені також козацькі пісні, наприклад, про Байду, Івана Богуна, Залізняка та ін. Бурлацькі пісні поширені, головним чином, на Покутті. У колишніх рекрутських піснях (піснях новобранців) та вояцьких («жовнірських») піснях проклиналась цісарська неволя, яка змушувала молодих хлопців іти в чужу армію і терпіти там жорстокі знущання, що доводили людей до божевілля або й смерті (такі трагічні випадки, описані в творах Ю.Федьковича, М.Павлика, В.Стефаника, М.Яцкова і ін.). Сумні пісні цього циклу складались під час війни, коли насильно мобілізованим треба було покидати свою родину і йти воювати за чужі інтереси, складати свої голови за «найяснішого пана цісаря». Сюди відносяться, наприклад, такі: «Задзвонили ключі…», відома стара пісня «Чорна земля ізорана, гей-гей!», пісня «Чуєш, брате мій, товаришу мій!» (зап. у Товмачі, 1915 р.); пісня «Терном, терном — там доріжка іде…» (зап. в Жукові, 1915 р.); пісня «Там на горі трава шумит, У ті траві вояк лежит…» (зап. у Ворохті, 1915 р.); пісня «Летіла кулі через гору Та й ударила в груди єму…» (зап. в Микуличині, 1915 р.) і інші.
Крім сумних пісень того часу, у прикарпатській країні можна було почути й бадьорі бойові та маршові пісні, в яких народ виражав свою силу й самобутність, своє незламне прагнення до визволення від усіх і всяких загарбників; це такі загальнонародні пісні, як «Гей на горі там женці жнуть», «Засвистали козаченьки», «Ой видно село під горою», «Гей не дивуйтесь, добрії люди» тощо
Ще інший цикл складають пісні а) гумористічні, іронічно-насмішливі — проти своїх сусідів, б) сатиричні та глузливі, скеровані проти гнобителів — колишніх німецьких, польських, румунських і мадьярських окупантів. Це, здебільшого, короткі дворядкові «співанки» — коломийки.

## Коломийки
Гуцулам і покутянам належить створення спеціального жанру дворядкових (по 14 складів у рядку) «співанок» з наростаючим темпом і тоном у першому рядку і спадаючим тоном — у другому, з цезурою після восьмого складу в кожному рядку, — широко відомих «коломийок», що їх співають соло і хором або грають на скрипку, цимбали, сопілку і під спів та музику танцюють танець «коломийку».

## Джерело
- Кобилянський Б. В. Діалект і літературна мова. Київ — 1960